# 80 a.C.
L'80 a.C. (LXXX a.C. in numeri romani) è un anno  del I secolo a.C.

## Eventi
- Egitto tolemaico: viene assassinata la regina Cleopatra Berenice dal marito e cugino Tolomeo Alessandro. Questi viene a sua volta spodestato grazie ad un'insurrezione popolare e viene elevato al trono il fratellastro di Berenice, Tolomeo Aulete.
- Il generale mariano Quinto Sertorio, rifugiatosi in Spagna, si mette a capo insieme ad altri esuli romani di una rivolta per l'indipendenza della Lusitania.[1]

## Morti
- Berenice III, regina egizia
- Lucio Cornelio Crisogono, politico romano
- Cecilia Metella Dalmatica, nobildonna romana
- Mitridate III di Partia, sovrano
- Tolomeo IX, sovrano egizio (n. 142 a.C.)
- Tolomeo XI, sovrano egizio